# Kamakura (miasto)
Kamakura (jap. 鎌倉市 Kamakura-shi) – miasto w Japonii, w prefekturze Kanagawa, na wyspie Honsiu.

## Położenie
Kamakura leży na Honsiu, po zachodniej stronie półwyspu Miura, ok. 50 km na południowy zachód od Tokio, z którym jest połączona linią kolejową (prowadzącą do Yokosuki). Jest otoczona górami oraz wodami zatoki Sagami. Posiada plażę pokrytą ciemnym piaskiem wulkanicznym. Jest ona celem weekendowych wyjazdów m.in. miłośników windsurfingu. Graniczy z Fujisawą (od zachodu), Jokohamą (od północnego wschodu) i Zushi (od południowego wschodu).

## Historia
Miasto założył w 1180 roku Yoshitomo Minamoto założyciel klanu Minamoto.
Kamakura była faktyczną stolicą Japonii od 1192 do 1333, kiedy była siedzibą siogunatu Kamakura. W XIII wieku mieszkało tu około 200 tysięcy ludzi co czyniło w tym czasie Kamakurę czwartym miastem pod względem liczby mieszkańców na świecie.
Ma prawa miejskie od 3 listopada 1939 roku.
Kamakura odegrała ważną rolę w rozwoju współczesnej literatury japońskiej. W mieście znajduje się Muzeum Literatury (Kamakura Bungakukan). Po otwarciu linii kolejowej w 1889 roku wielu literatów przeniosło się do Kamakury w poszukiwaniu lepszego środowiska twórczego, biorąc pod uwagę otoczenie i bliskość Tokio. Dało to początek określeniu Kamakura bunshi (literatów Kamakury), które odnosi się do grupy artystów, którzy przeprowadzili się i mieszkali w Kamakurze: Sōseki Natsume, Osamu Dazai, Ryūnosuke Akutagawa, Yukio Mishima, Shiki Masaoka, Akiko Yosano oraz laureat Nagrody Nobla, Yasunari Kawabata. 
Eksponaty muzeum rozmieszczone są na dwóch piętrach. Na drugim piętrze znajdują się oryginalne manuskrypty i dokumenty dotyczące dzieł ww. twórców literatury, a także światowej sławy reżysera Yasujirō Ozu (także mieszkańca Kamakury). Wyświetlana jest chronologiczna oś czasu Kamakury i japońskiej historii literackiej. Jest też niewielka biblioteka, w której goście mogą wziąć książkę i czytać ją na tarasie, z widokiem na rozległy ogród i zatokę Sagami. Na pierwszym piętrze prezentowane są wystawy sezonowe. Muzeum mieści się w malowniczym budynku w stylu zachodnim, zbudowanym w 1936 roku przez generała Toshinariego Maedę (1885–1942). W późniejszych latach był letnią rezydencją premiera Eisaku Satō (1901–1975).

## Zabytki

Posąg Buddy (Daibutsu) w świątyni Kōtoku-in w Kamakurze

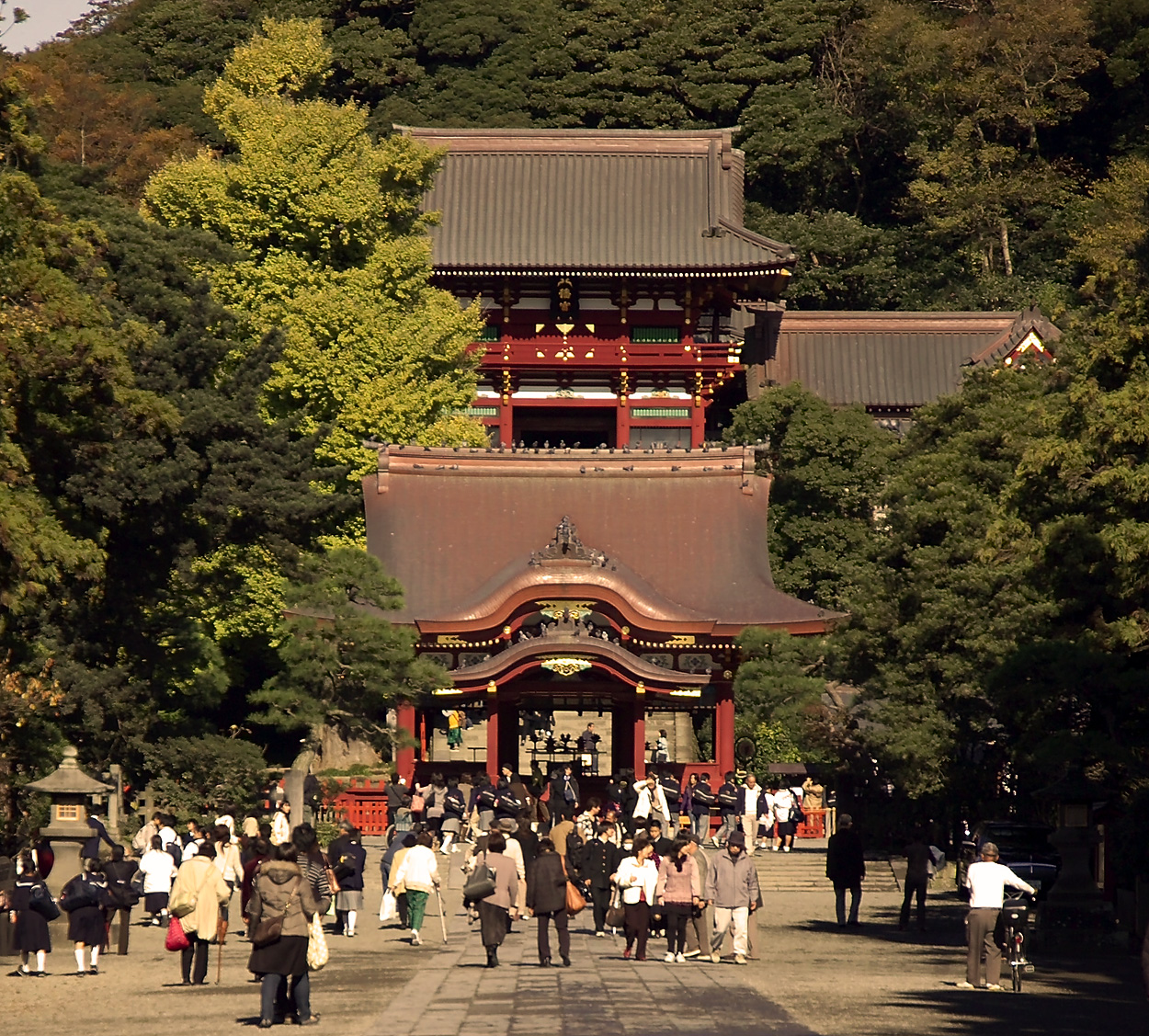
Tsurugaoka Hachiman-gū

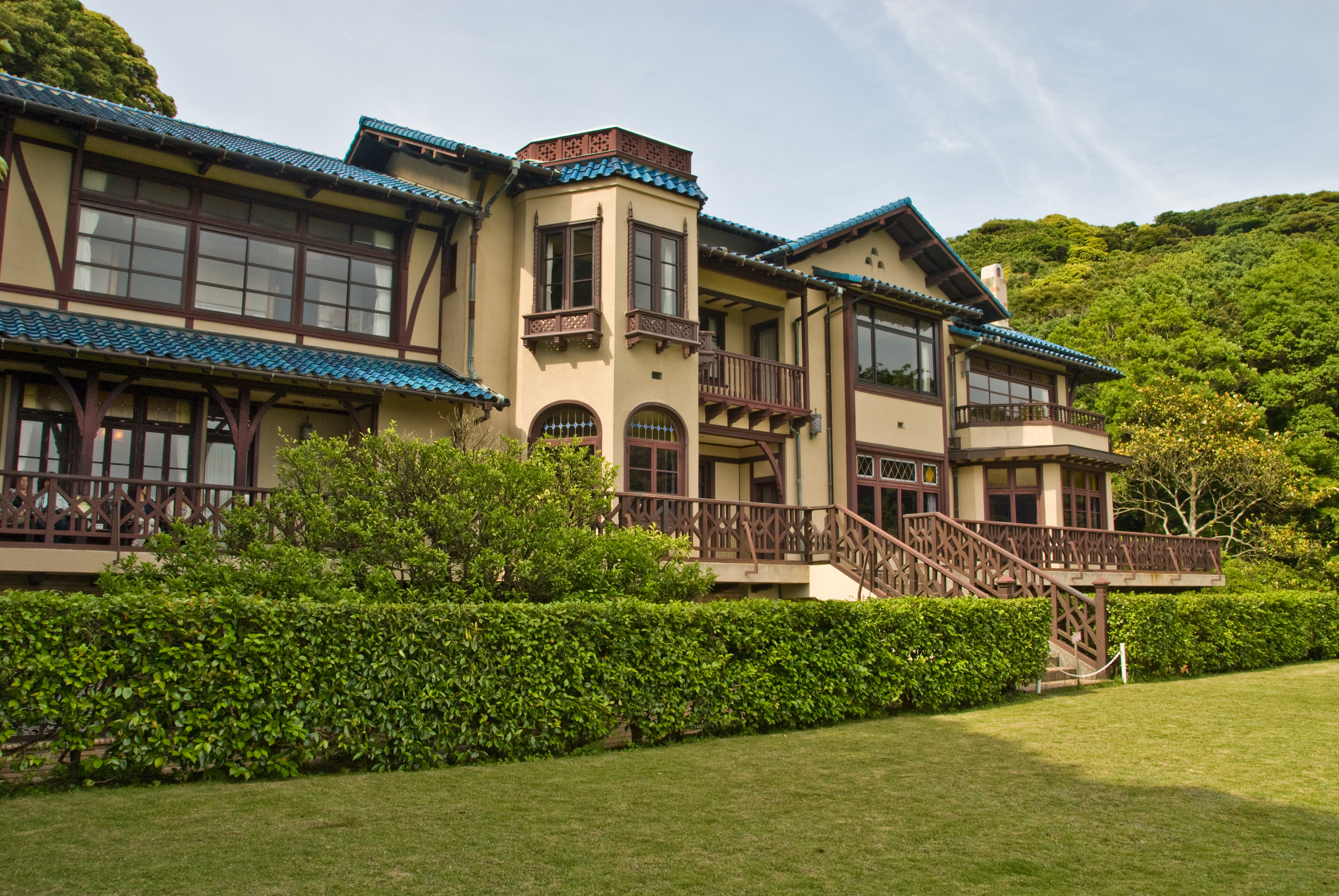
Muzeum Literatury

Najsłynniejszym zabytkiem Kamakury jest posąg Wielkiego Buddy (jap. 鎌倉大仏 Kamakura Daibutsu), wykonany z brązu prawdopodobnie w 1252 roku, wysoki na 13,35 m i ważący ok. 93 ton. Posąg znajduje się na terenie świątyni buddyjskiej Kōtoku-in. Odlew jest pusty w środku i można wchodzić do wnętrza. Do XIX wieku posąg stał wewnątrz świątyni, ale została ona zniszczona przez tsunami. Posąg ocalał i stoi obecnie na otwartym powietrzu. 
Poza Kōtoku-in Kamakura znana jest głównie: 
- ze świątyń buddyjskich: Kenchō-ji, Engaku-ji, Tōkei-ji;
- i chramów shintō: Tsurugaoka Hachiman-gū (największy w mieście, zbudowany przez Yoritomo Minamoto) i Kamakura-gū, w którym zgładzono księcia Moriyoshiego Morinagę.

Chram Tsurugaoka Hachiman-gū założył ku czci boga Hachimana, protektora wojowników, Yoriyoshi Minamoto (988–1075) w 1063 roku dla swojego klanu wojowników w podzięce za stłumienie rebelii w północno-wschodniej Japonii w 1051 roku. Obecną postać chram zawdzięcza potomkowi Yoriyoshiego, Yoritomo Minamoto (1147–1199), przywódcy klanu Minamoto. Przybył on do Kamakury w 1180 roku, aby podjąć walkę przeciwko klanowi Taira.

## Populacja
Zmiany w populacji Kamakura w latach 1970–2015:
| Rok  | Populacja |
| ---- | --------- |
| 1970 | 139 249   |
| 1975 | 165 552   |
| 1980 | 172 629   |
| 1985 | 175 495   |
| 1990 | 174 307   |
| 1995 | 170 329   |
| 2000 | 167 583   |
| 2005 | 171 158   |
| 2010 | 174 314   |
| 2015 | 173 019   |

## Miasta partnerskie
- Francja: Nicea